# Армстехно НІТІ
Армстехно НІТІ або просто НІТІ — болгарський БпЛА, розроблений в 2006 році компанією Armstechno Ltd. .

## Опис
Безпілотник НІТІ може здійснювати розвідку місцевості, вивчати хімічну й радіаційну обстановку, передавати інформацію про позиції супротивника й дислокації стаціонарних та рухомих об'єктів, надавати інформацію для коригування артилерійського вогню та здійснювати інформаційне забезпечення безпеки військових контингентів за кордоном. Крім цього, безпілотник може бути використаний у пошуково-рятувальних операціях і виявленні лісових пожеж, що йому дозволяють велика дальність польоту, висока маневреність та тривалий час перебування в повітрі.
Обладнаний сучасними засобами ведення відеоспостереження: кольорова електрооптична камера, яка передає зображення в високій роздільній здатності; теплова камера, яка може передавати зображення в умовах слабкої освітленості; додатково доступні хімічний і радіаційний дозиметр. Управління здійснюється за допомогою оператора, посадка проводиться в автоматичному режимі відповідно до заданих попередньо координат. Сконструйований з композитних матеріалів, армованих вуглецевими тканинами, і витримує перевантаження до 8 одиниць.

## Випробування
У 2011 році безпілотник пройшов випробування, організовані МВС Болгарії: за їхніми підсумками МВС Болгарії відмовився приймати на озброєння безпілотник НІТІ через велику кількість недоліків (ненадійна конструкція, недостатня спроможність безпілотника виконувати завдання тощо). Керівництво «Армстехно» заявило, що в невдачі винні оператори, які неправильно керували безпілотниками.

## Характеристики
- Довжина: 3 м
- Розмах крила: 5,38 м
- Висота: 0,55 м
- Максимальна злітна маса: 60 кг
- Площа крила: 2,35 м²
- Двигун: поршневий двоциліндровий 3W 106iB2
- Потужність: 10,7 к.с.
- Крейсерська швидкість: 90—100 км/год
- Максимальна швидкість: 120 км/год
- Дальність польоту: 500 км
- Висота польоту: 5000 м